# Salam de Sibiu
Salamul de Sibiu este un salam crud-uscat, realizat din carne de porc provenită de la porci ajunși la maturitate și din slănină tare.
Există surse care atestă că acest produs a început să fie fabricat de către italianul Filippo Dozzi, la Sinaia, în 1910.

## Istoria Salamului de Sibiu
România a reușit să înregistreze la nivel european, ca produs de Indicație Geografică Protejată (IGP) Salamul de Sibiu în 2016.